# Hollandse Begraafplaats Malakka
De Hollandse Begraafplaats (Maleisisch: Kubur Belanda) is een begraafplaats in de Maleisische stad Malakka. De begraafplaats ligt op de Sint Paul's Heuvel bij de kruising van de Chan Koon Chengstraat en de Kotastraat. De begraafplaats werd gebruikt in de 'Hollandse' periode van 1670 tot 1682 en later in de 'Britse' periode van 1818 tot 1838. Op de begraafplaats zijn 38 graven aanwezig, waarvan vijf Nederlandse graven en 33 Britse graven. Het meest opvallende graf is een graf waarbij een obelisk op het graf is geplaatst. In dit graf zijn twee legerofficieren begraven, die omgekomen zijn in de Nanning-oorlog van 1831 en 1832.

## Fotogalerij

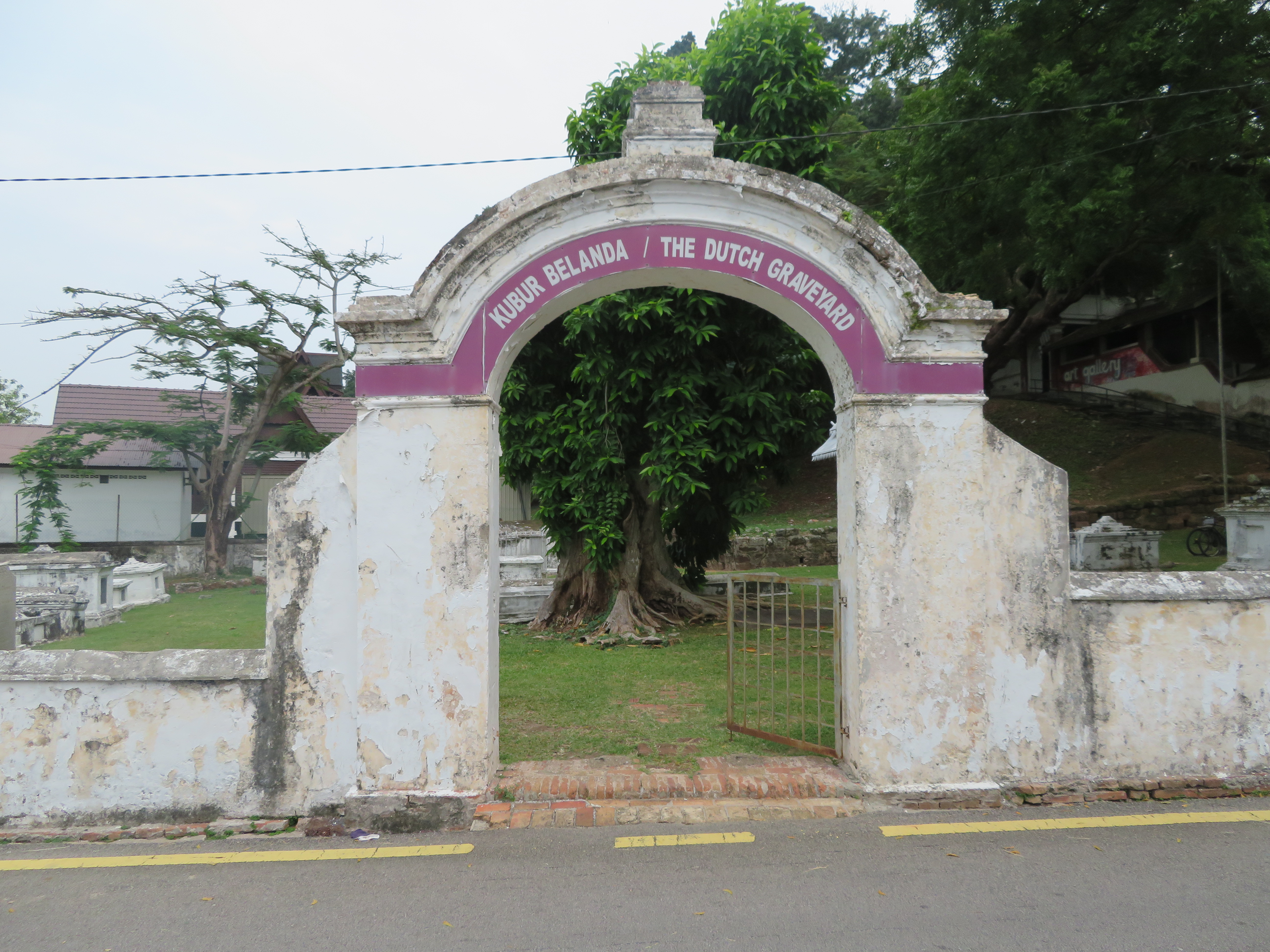
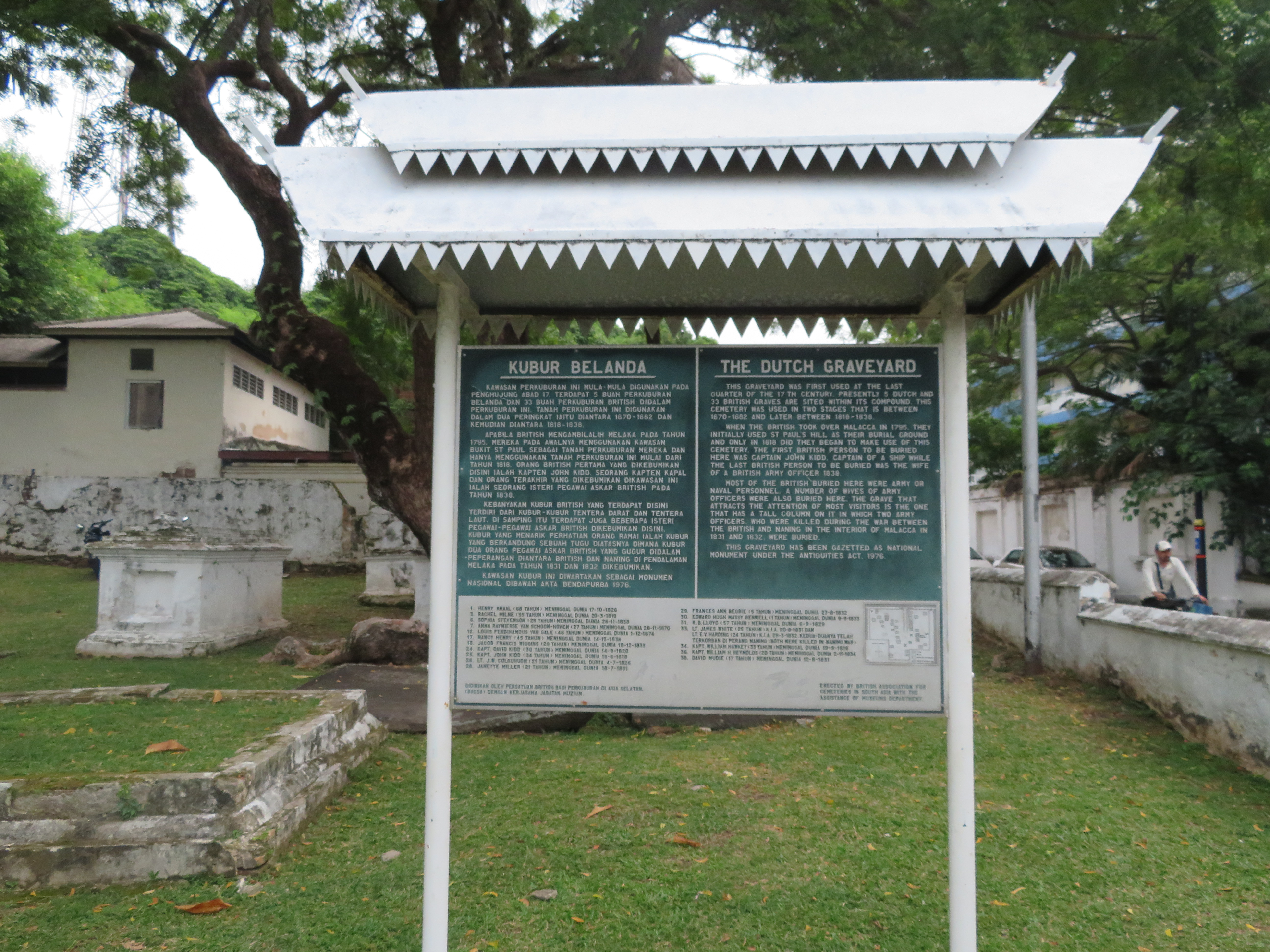
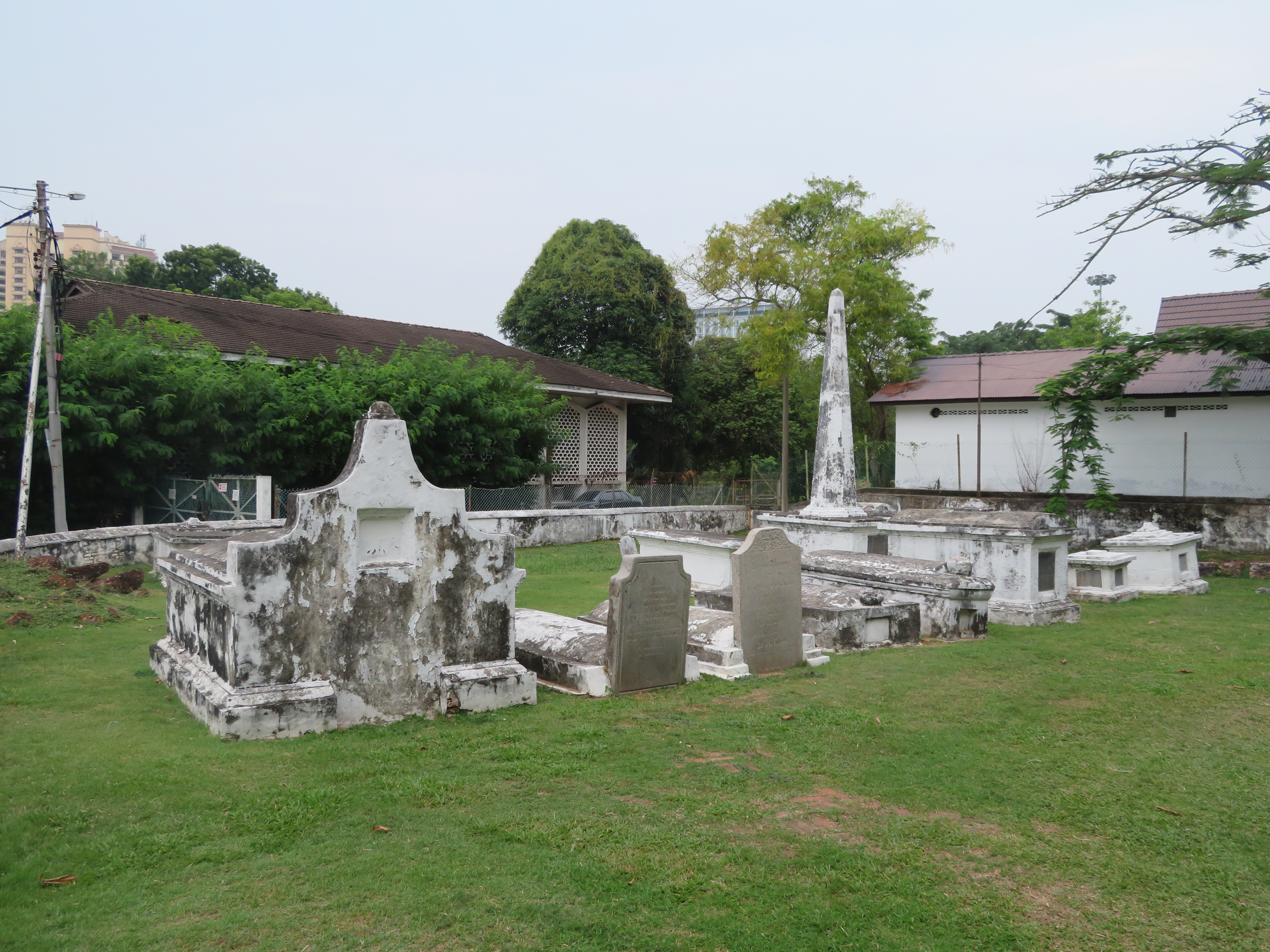
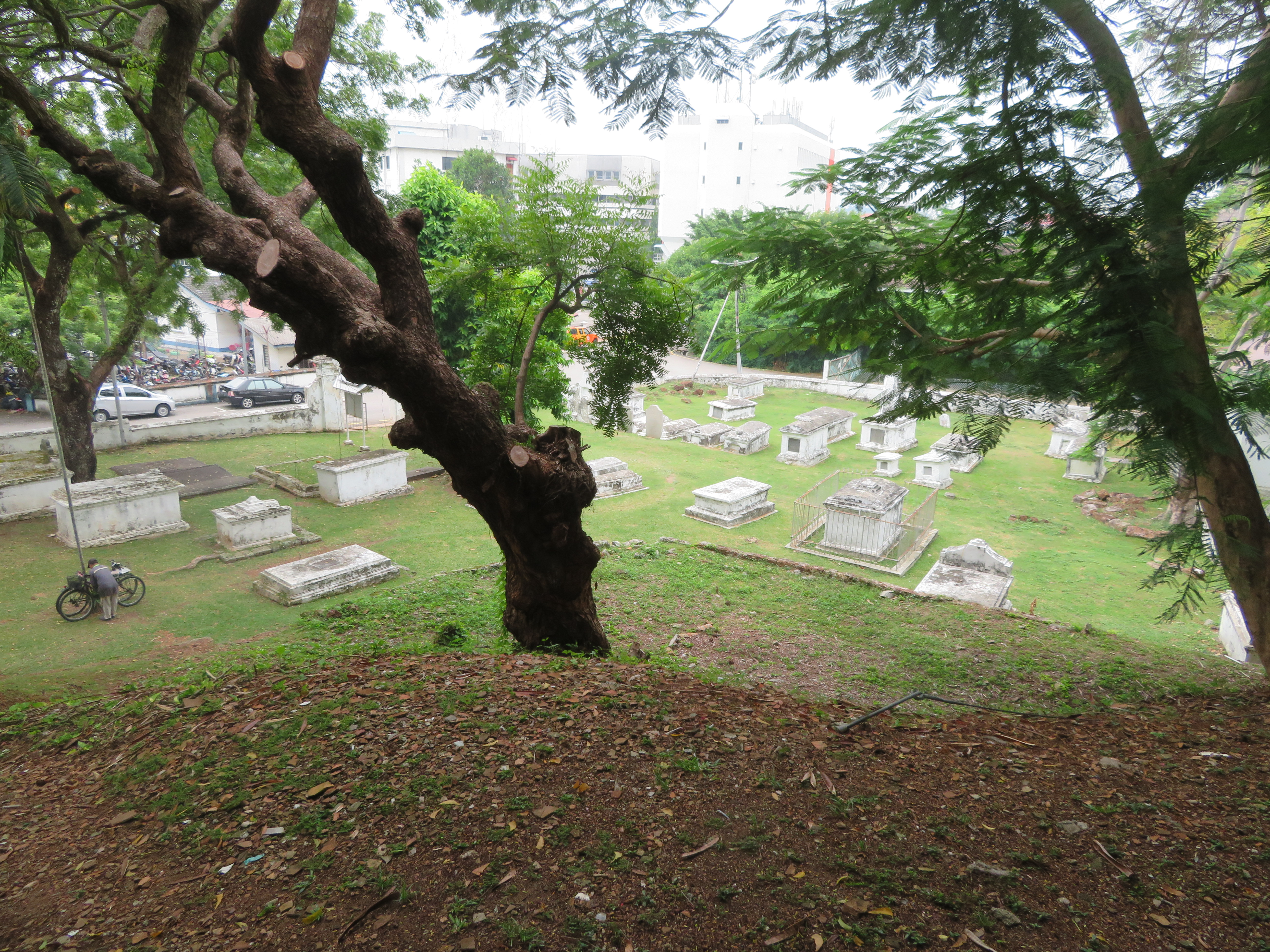

## Lijst met graven
Op de begraafplaats zijn de volgende graven aanwezig:
| Grafnummer | Naam                           | Leeftijd | Datum overlijden |
| ---------- | ------------------------------ | -------- | ---------------- |
| 1          | Henry Kraal                    | 68       | 17-10-1826       |
| 3          | Rachel Milne                   | 35       | 20-03-1819       |
| 6          | Sophia Stevenson               | 29       | 26-11-1838       |
| 7          | Anna Raynierse van Schoonhoven | 27       | 28-11-1670       |
| 12         | Louis Ferdinandus van Gale     | 46       | 01-12-1674       |
| 17         | Nancy Henry                    | 45       | 14-12-1636       |
| 18         | Jacob Francis Kiggins          | 29       | 18-12-1833       |
| 24         | Kapitein David Kidd            | 30       | 14-09-1820       |
| 25         | Kapitein John Kidd             | 34       | 16-06-1818       |
| 26         | Luitenant J.W. Colouhuon       | 21       | 04-07-1826       |
| 28         | Jannette Miller                | 21       | 18-07-1831       |
| 29         | Franciss Ann Begbie            | 5        | 23-08-1832       |
| 30         | Edward Hugh Massy Benwell      | 1        | 09-09-1833       |
| 31         | R.B. Lloyd                     | 57       | 06-09-1829       |
| 33a        | Luitenant James Withe          | 25       | 20-08-1831       |
| 33b        | Luitenant E.V. Harding         | 24       | 29-03-1832       |
| 34         | Kapiteit William Hawkey        | 33       | 19-09-1816       |
| 36         | Kapiteit William H. Reynolds   | 20       | 02-10-1834       |
| 38         | David Mudie                    | 17       | 12-08-1831       |